# Байингтон, Сайрус
Са́йрус Ба́йингтон (англ. Cyrus Byington; 1793 — 31 декабря 1868) — протестантский миссионер и первооткрыватель в исследовании языка индейцев чоктав.

## Биография
Родился в штате Массачусетс. Первоначально учился на адвоката, но отказался от юридической практики и в 1821 году приступил к проповеднической деятельности и изучению языка племени чокто в штате Миссисипи. В начале 1830-х годов чокто были репрессированы и переселены в резервации Оклахомы. В 1835 году Байингтон вместе с семьёй переехал в Оклахому и продолжил миссионерскую работу. В 1852 году опубликовал работу по сопоставлению лексики английского и чокто. После ухудшения здоровья Байингтон переехал в Огайо, где продолжил работу по переводу Пятикнижия, материал был опубликован в 1867 году в Нью-Йорке. Словарь был напечатан в 1915 году.